# Asparagus juniperoides
Asparagus juniperoides är en sparrisväxtart som beskrevs av Adolf Engler. Asparagus juniperoides ingår i släktet sparrisar, och familjen sparrisväxter. Inga underarter finns listade i Catalogue of Life.